# Obrimus bicolanus
Obrimus bicolanus är en insektsart som beskrevs av Rehn, J.A.G. och J.W.H. Rehn 1939. Obrimus bicolanus ingår i släktet Obrimus och familjen Heteropterygidae. Inga underarter finns listade i Catalogue of Life.